# Alfredo Foni
Alfredo Foni (* 20. Januar 1911 in Udine; † 28. Januar 1985 in Breganzona, Schweiz) war ein italienischer Fußballspieler und -trainer. Als Aktiver wurde er mit der „Squadra Azzurra“ 1936 Olympiasieger und 1938 Weltmeister. Nach seiner aktiven Karriere arbeitete er als Trainer und trainierte u. a. die italienische und die Schweizer Nationalmannschaft.

## Karriere

### Spieler, 1924–1944
Mit Juventus Turin feierte der Verteidiger Alfredo Foni in den Jahren 1931 bis 1935 den fünfmaligen Gewinn des Meistertitels in Folge (Quinquennio d’Oro) in der seit der Runde 1929/30 bestehenden Nationalliga Serie A in Italien. Im Pokal erlebte er 1938 und 1942 den Triumph des Sieges. Mit seinem Vereinskollegen Pietro Rava bildete er über Jahre das beste Verteidigerpaar in der italienischen Liga. Sein Debüt in der Länderelf feierte Foni beim olympischen Fußballturnier 1936 in Berlin. Am 3. August 1936, beim 1:0-Sieg gegen die USA, schickte ihn Vittorio Pozzo, der Trainer des Weltmeisterteams von 1934, das erste Mal in der Nationalmannschaft auf das Feld. Am 15. August verteidigte er auch im siegreichen 2:1-Spiel nach Verlängerung gegen Österreich und wurde damit Mitglied in der Elf des Olympiasiegers. Es war sein viertes Länderspiel. Bei der Fußball-Weltmeisterschaft 1938 in Frankreich war er in den Spielen gegen Frankreich, Brasilien und in dem Finale am 19. Juni gegen Ungarn beim 4:2-Erfolg im Einsatz. An der Seite der Superstars Giuseppe Meazza und Silvio Piola feierte er die Titelverteidigung Italiens. Zweimal trat er auch gegen die deutsche Fußballnationalmannschaft an. Jeweils mit 3:2 Toren wurden die Mannschaften von Otto Nerz (26. März 1933 in Florenz) und Sepp Herberger (5. Mai 1940 in Mailand) besiegt. Mit dem Spiel am 19. April 1942 in Mailand gegen Spanien, mit einem 4:0-Sieg, beendete Alfredo Foni nach 23 Einsätzen in der Nationalmannschaft seine titelgeschmückte Karriere. Bei Juventus Turin war er noch zwei weitere Jahre als Aktiver im Einsatz.

### Trainer
Bis 1954 hatte er die Stationen AC Venedig, FC Chiasso, Sampdoria Genua, FC Bologna, AS Rom und Inter Mailand als Vereinstrainer absolviert. Mit Inter gewann er in den Jahren 1953 und 1954 zweimal den „Scudetto“, die Meisterschaft. Der schwedische Nationalstürmer Lennart Skoglund war die treibende Kraft in seinem Erfolgsteam. Nach dem Ausscheiden gegen die Schweiz bei der Fußball-Weltmeisterschaft 1954 bereits in den Gruppenspielen (Entscheidungsspiel am 23. Juni 1954 mit 1:4 Toren verloren) übernahm Foni mit dem 2:0-Sieg am 5. Dezember 1954 in Rom gegen Argentinien das Traineramt der „Squadra Azzurra“. Er verfehlte aber die Qualifikation zur Fußball-Weltmeisterschaft 1958 in Schweden. Am 15. Januar 1958 verlor Foni mit seinem Team das entscheidende Spiel in Belfast mit 1:2 Toren gegen Nordirland. Auch der Einsatz der „Oriundi“ Juan Schiaffino und Alcides Ghiggia, beide waren Mitglieder des Weltmeisterteams 1950 von Uruguay, hatte nicht den benötigten Auswärtssieg gegen die Nordiren gebracht. Die Klasse von Harry Gregg im Tor, Danny Blanchflower und Jimmy McIlroy im Mittelfeld und dem torgefährlichen Linksaußen Peter McParland war aktueller und befähigte das Team von der Insel, dann auch in Schweden im Juni 1958 ein gutes WM-Turnier zu spielen. Gegen die deutsche Nationalelf gelang Alfredo Foni im Jahr 1955 zweimal ein 2:1-Erfolg. Am 30. März 1955 in Stuttgart und am 18. Dezember in Rom. Mit der 2:3-Niederlage am 23. März 1958 in Wien gegen Österreich war das Kapitel Coach der „Squadra Azzurra“ beendet. Die zweite Tätigkeit als Nationaltrainer begann Foni 1964 in der Schweiz. Nach erfolgreicher Qualifikation für die Fußball-Weltmeisterschaft 1966 in England brachte das Turnier für die Eidgenossen in Sheffield selbst drei Niederlagen gegen Deutschland, Spanien und Argentinien und damit die Heimreise nach den Gruppenspielen. Da die nächsten vier Spiele gegen Belgien, Rumänien, Mexiko und die Tschechoslowakei auch nur Niederlagen einbrachten und damit die Qualifikation für die Fußball-Europameisterschaft 1968 gefährdet war, löste der ehemalige schweizerische Nationaltorwart Erwin Ballabio im Mai 1967 Alfredo Foni ab. Das nächste internationale Turnier, für das sich die Schweiz qualifizieren sollte, war aber erst die Weltmeisterschaft 1994 in den USA.
In der Serie A 1968/69 war Foni bei Inter Mailand Nachfolger von Helenio Herrera bei Inter Mailand. Im Vorjahr Fünfter, wurde die gut besetzte Mannschaft unter ihm Vierter. 1970 wurde Inter unter dem wieder zurückgekommenen Herrara Vizemeister. Fonis nächstes Engagement war in der Saison 1970/71 beim Schweizer Erstligisten AC Bellinzona. Der fuhr unter ihm nur einen Sieg und neun Punkte ein und stieg mit zehn Punkten Abstand auf den Vorletzten ab. Foni war erst wieder gefragt, nachdem Spielertrainer „Atom Otto“ Luttrop beim FC Lugano nur einem Sieg in der Hinrunde der Saison 1973/74 erreichte. In der im März 1974 begonnenen Rückrunde gelangen Foni drei Siege und damit der Klassenerhalt. In der nächsten Saison wurde er Zehnter in der Vierzehnerliga. 1975/76 reichte es aber nicht, und als Drittletzter stieg Lugano ab. Foni blieb und 1976/77 fehlten sechs Punkte auf einen Aufstiegsplatz. In der Saison darauf verbesserte sich Lugano unter dem Argentinier Oscar Massei um einen Rang auf Platz drei, was aber auch nicht zum Aufstieg reichte.

### Epilog
Alfredo Foni, der 1941 in Turin in Volkswirtschaft und Handelswissenschaften promovierte und deswegen auch oft Dottore genannt wurde, erwarb sich den Ruf eines Gentlemans. Seinen Ruhestand verbrachte er mit seiner im Kanton Wallis geborenen Frau in Breganzona, was seit 2004 ein Quartier im Westen von Lugano ist. Dort verstarb er am 28. Januar 1985 unerwartet, acht Tage nach seinem 74. Geburtstag. Die eidgenössische Nationalmannschaft bestritt das Auftaktspiel ihrer Südamerikatournee Anfang Februar in Bogotá gegen Kolumbien (2:2) mit Trauerflor.

## Erfolge

### Als Spieler
- Olympiasieger: 1936
- Weltmeister: 1938
- Italienischer Meister: 1934/35
- Italienischer Pokalsieger: 1937/38, 1941/42

### Als Trainer
- Italienischer Meister: 1952/53, 1953/54
- Messestädte-Pokalsieger: 1960/61